# 48886 Jonanderson
48886 Jonanderson è un asteroide della fascia principale. Scoperto nel 1998, presenta un'orbita caratterizzata da un semiasse maggiore pari a 2,2625358 au e da un'eccentricità di 0,2178322, inclinata di 8,17187° rispetto all'eclittica.